# Бартос-Хёппнер, Барбара
Барбара Бартос-Хёппнер (нем. Barbara Bartos-Höppner; 4 ноября 1923 — 7 июля 2006) — немецкая писательница, одна из основателей Немецкой Академии детской и подростковой литературы (die Deutsche Akademie für Kinder- und Jugendliteratur, Volkach).  Архивная копия от 31 января 2010 на Wayback Machine
При жизни были опубликованы книги для детей и подростков, романы и сценарии фильмов Бартос-Хёппнер. Произведения Бартос-Хёппнер переводились на другие языки (около 20 языков мира). Помимо книг, выпускались кассеты, диски, а также ставились спектакли по её произведениям. Общий тираж насчитывает 5 миллионов экземпляров (данные за 2006 год). В течение десятилетий Бартос-Хёппнер выступала перед читателями в школах, библиотеках, книжных магазинах, не только в Германии, но и за её пределами. Умерла писательница в возрасте 83 лет.

## Биография
Родилась 4 ноября 1923 в Германии, в Силезии (Экерсдорф, район Бунцлау). После окончания школы в Лёвенберге (Германия) получила образование и некоторое время управляла отельным бизнесом в Гёрлице (Германия) вместе со своими родителями.
Затем познакомилась со своим будущим мужем, специалистом по оптовой торговле, Кристофом Бартосом (нем.  Christoph Bartos), после чего пара Бартос-Хёппнер переехала в Гамбург, где родился их сын Бургард. Бургард Бартос (нем.  Burghard Вartos) окончил университет и стал писателем.
В 1969 Бартос-Хёппнер переехала в Ноттенсдорф на Эльбе (Германия), где нашла, как она писала, «свой уголок». Здесь писательница работала и жила до конца своих дней.
За свои книги Бартос-Хёппнер не раз получала престижные награды. В 1997 получила орден за заслуги перед Федеративной Республикой Германия, а также, стала лауреатом Премии имени Г. Х. Андерсена за книгу "Бухта черных лодок" (Die Bucht der schwarzen Boote, 1965).

## Бартос-Хёппнер «О себе»
Как часто я задавала вопрос, стоит ли писать самой о себе, да и кому будет интересно читать эти автобиографические заметки? Ведь информацию обо мне и моих взглядах на жизнь можно найти в моих книгах, правда, она всегда немного завуалирована, так как я - не сторонник «литературного нудизма». Кроме того, я считаю, что если автор хочет представить свою книгу на суд общественности, то сам он должен отойти на второй план.
И, тем не менее, мне постоянно задают один и тот же вопрос - «Почему Вы пишете?». Детей, которым ежегодно, изо дня в день, я зачитывала свои «творения», можно понять. Для них просто написать сочинение, и вдобавок, по собственному желанию, представляется сущим ужасом!
       Взрослых же я не совсем понимаю: разве они спрашивают художника, почему он рисует, или музыканта, почему тот пишет музыку? А может быть, взрослые задают мне этот вопрос только потому, что им больше не о чем меня спросить?
И, все же, почему я пишу? Почему подвергаю себя риску, готовлюсь к трудностям или смело отправляюсь в приключение, когда начинаю очередную книгу, которую обязательно нужно закончить? Как легко было бы ответить: потому что это доставляет мне удовольствие! Такой ответ создал бы впечатление, будто писать книги - это единственный шанс встретиться с музой «тет-а-тет».
       Но, на самом деле, это борьба с самим собой, с языком, который необходимо совершенствовать, борьба с непрекращающимся потоком мысли, который нужно научиться укрощать. Это ежедневная четырехчасовая борьба, начинающаяся где-то в 8 вечера и, порой, непрекращающаяся даже в выходные.
Итак, почему я пишу, иногда с температурой, иногда с головными болями, работая за гонорар? Страшно представить, что стало бы со мной, если бы меня вдруг лишили всего этого, не стало б разногласия с самой собой, с судьбами других людей, ставшими героями моих книг. Ах, как скудна была бы моя жизнь без всего этого!
Следовательно, ответ на вопрос, почему я пишу, звучит довольно эгоистично: я придаю моим фантазиям, опыту и мечтам некую форму - я пишу, чтобы жить.

## Первая книга
Первая книга Бартос-Хёппнер была написана через 10 лет после окончания Второй мировой войны, поэтому темой стала дружба между немецким солдатом и 10-летней девочкой в Италии: «Мы хотим дружить, Нина», 1956.
20 лет спустя Немецкое информационное агентство «Дойче Прессеагентур» сообщало о вручении очередной награды писательнице Бартос-Хёппнер. В это время ей пришло письмо от молодой девушки с просьбой прислать экземпляр той книги.
«Много лет назад», — рассказывала девушка, — «я постоянно брала эту книжку в библиотеке, рисовала картинки к страницам книги, а еще, мы с подружкой ставили театральные постановки по её сценарию. Вскоре книжка была зачитана до дыр, и её пришлось убрать из библиотеки. Тогда я решила переписать всю книгу, но успела дойти лишь до 30 страницы. Нет ли у Вас еще одного экземпляра, который Вы могли бы мне продать, так как эта книжка — часть моего детства?» У писательницы был один экземпляр и она отправила его девушке, за что, в знак благодарности, получила те 30 страниц, исписанных рукой молодой девушки.
Много лет спустя Бартос-Хёппнер пригласили на открытие большого книжного магазина на севере Гамбурга. После того, как писательница закончила своё выступление, к ней подошла уже немолодая женщина со своим младшим сыном в одной руке и букетом цветов в другой. Бартос-Хёппнер узнала в ней ту самую девушку, которой когда-то посылала экземпляр книги «Мы хотим дружить, Нина».

## От издателяРичарда Вайтбрехта[нем.]
Выдержка из юбилейного сборника «Барбара Бартос-Хёппнер — автор детской и подростковой литературы на протяжении 20 лет»

Дорогая Барбара!
Немного времени прошло, с тех пор, как ты рассказала мне свой страшный сон, в котором нашла превосходный заголовок для своей книги: «Ветер угнал 1000 кораблей» (Tausend Schiffe trieb der Wind, 1974). Во сне ты испугалась, когда я, как строгий и точный судья, насчитал только 286 парусов, и, следовательно, счел, что твой заголовок - фальшивка. Тогда мы посмеялись от души.
Когда я думаю о нашем 20-летнем союзе, то в голову мне приходят не цифры, а твоя первая присланная нам книжка «Дочери королевской пешки» (Die Töchter des Königsbauern, 1956). Помню, как надежда затаилась в наших сердцах, и надежда эта оправдалась, хотя с того момента, когда мы решили сотрудничать друг с другом, прошло пять лет, пока твои книги не принесли тебе мировой успех.
Еще одно, что всегда нас связывало, это интерес к истории, как в действительности жили люди в то или иное время, что чувствовали, переживали, есть ли общность между людьми тех времен и нашим поколением. Разобраться в этом, найти что-то необыкновенное в истории человечества, было твоей задачей. Именно поэтому твои книги печатаются нашим издательством Thienemann  Архивная копия от 3 мая 2010 на Wayback Machine так долго.
Ты навсегда останешься в наших сердцах.

## ОтСибил Грефин Шёнфельдт[нем.]
Выдержка из юбилейного сборника «Барбара Бартос-Хёппнер — автор детской и подростковой литературы на протяжении 20 лет»

Она требовательна и не поддается переменам моды. Она думает, что говорит и никогда не скажет лишнего. Она сдержанна, но в ней много страсти для тех, для кого она пишет и рассказывает, её голос буквально завораживает.
Читатели и слушатели Барбары Бартос-Хёппнер молоды, ведь она пишет для детей и подростков. Её книги заставляют говорить читателей следующее: «У меня такое ощущение, будто я пережил все вместе с героями книги». У некоторых детей вообще стирается грань между реальностью и временем. Они думают, что истории, произошедшие 300 лет назад, это воспоминания, о пережитом самой Барбарой. А некоторые говорят: «С завтрашнего дня я стану книжным червём!».
Сила воображения, чувство юмора, с которыми написаны её истории, переносят читателей и слушателей в иной мир, который кажется им реальнее самой действительности. Почему книги этой писательницы относят к подростковой литературе? В чем разница между подростковой литературой и беллетристикой для взрослых?
На самом деле нет такого критерия, который разграничивал бы круг читателей, за исключением внешней формы. Когда Бартос-Хёппнер писала свои первые книги, она думала о юных читателях, которые открыты и восприимчивы к внешнему миру и нуждаются в ответах на вопросы «Что такое жизнь?», «Какие требования ставит передо мной жизнь?», «Как мне принять единственно правильное решение?» и «Как потом узнать, правильным ли оно оказалось?».
Всё зависит от поколения. Тот, кто родился в 20-е гг., незадолго до начала Второй мировой войны, кто выдержал события того времени, благодарен тому, что выжил. Он знает цену жизни и знает, как легко можно её лишиться. Барбара Бартос-Хёппнер утверждает, что родилась в благоприятных жизненных условиях и счастливой семье. Это звучит удивительно, если оглянуться на её прошлое. Разве это нормально, перенести сначала смерть маленького брата, затем затяжную тяжелую болезнь и смерть старшей сестры, и, наконец, раннюю кончину отца? В тот период времени Барбара и её мать работали, не покладая рук, чтобы не умереть от голода. Именно тогда Барбара начала писать истории, которым передалась её сила.
Это - истории, в каждой из которых есть своя мораль, где главными понятиями являются справедливость, верность, повиновение, чувство собственного достоинства.
Действие многих из них происходит в таких странах, как Россия, Ирландия, на Северном полюсе, и, хотя сама писательница никогда там не была, местность, ландшафт, чувства жителей этих стран описаны в её книгах так подробно, что местные жители не раз интересовались, когда Барбара успела везде побывать. Она много читает, проявляет интерес к живописи, вслушивается в музыку, и тогда перед ней складывается точный образ той или иной местности, а также временной период, где «живут» её герои.